# Црновец
Црновец (мкд. Црновец) је насеље у Северној Македонији, у јужном делу државе. Црновец припада општини Битољ.

## Географија
Насеље Црновец је смештено у јужном делу Северне Македоније. Од најближег већег града, Битоља, насеље је удаљено 22 km северно.
Црновец се налази у западном делу Пелагоније, највеће висоравни Северне Македоније. Насељски атар је на југу равничарски, док се на северу издижу најисточнија брда планине Бигла. Јужно од села тече речица Шемница. Надморска висина насеља је приближно 650 метара.
Клима у насељу је умереноконтинентална.

## Становништво
Црновец је према последњем попису из 2021. године имао 31 становника. До прве половине 20. века претежно становништво у насељу су били Албанци.
| Национални састав према попису из 2021.‍ | Национални састав према попису из 2021.‍ | Национални састав према попису из 2021.‍ | Национални састав према попису из 2021.‍ | Национални састав према попису из 2021.‍ |
| --------------------------------------- | --------------------------------------- | --------------------------------------- | --------------------------------------- | --------------------------------------- |
|                                         |                                         |                                         |                                         |                                         |
| Македонци                               | Македонци                               |                                         | 14                                      | 45,2%                                   |
| Албанци                                 | Албанци                                 |                                         | 12                                      | 38,7%                                   |
| непописани                              | непописани                              |                                         | 5                                       | 16,1%                                   |

Већинска вероисповест био је православље.